# Memoria (Trentemøller)
Memoria è il sesto album in studio del musicista danese Trentemøller, pubblicato l'11 febbraio 2022 dalla In My Room.

## Descrizione
Si tratta del primo disco in cui l'artista si è occupato della realizzazione di tutti i testi e delle melodie vocali, che in passato venivano spesso curati dai vari cantanti ospiti. Riguardo al processo di realizzazione, Trentemøller ha rivelato che l'ordine dei quattordici brani che compongono la lista tracce ha seguito l'ordine cronologico di creazione degli stessi, aggiungendo che il processo di lavorazione è stato qualcosa di assolutamente naturale:
Il titolo è stato scelto impulsivamente il giorno prima che l'etichetta andasse verso la fase di stampa delle varie edizioni fisiche dell'album: la stessa etichetta lo ha intimato di dare un nome alla pubblicazione onde evitare ritardi di produzione e Trentemøller si è imbattuto su un articolo riguardante la memoria, scegliendo il termine latino piuttosto che quello inglese (Memory) in quanto suonava meglio.

## Promozione
La pubblicazione di Memoria è stata anticipata da quattro singoli distribuiti a cadenza quasi mensile: In the Gloaming, All Too Soon, Dead or Alive e No More Kissing in the Rain. L'album è stato poi presentato in anteprima in occasione di un triplice evento in collaborazione tra Trentemøller e Pitchblack Playback che si è svolto contemporaneamente nelle città di New York, Londra e Copenaghen tra il 7 e il 10 febbraio 2022.
Nel periodo successivo all'album l'artista ha intrapreso una prima tournée avente luogo in Europa nei mesi di marzo e aprile 2022, passando in America del Nord tra settembre e ottobre (per un totale di undici date svoltesi in Canada, Stati Uniti d'America e Messico) e nuovamente in Europa tra fine novembre e inizio dicembre. Il Memoria Tour si è esteso anche nel 2023, durante il quale l'artista e il suo gruppo spalla hanno tenuto due concerti in Nuova Zelanda a giugno e in Europa tra agosto e novembre.

## Tracce
Testi e musiche di Anders Trentemøller.
1. Veil of White – 5:59
2. No More Kissing in the Rain – 4:19
3. Darklands – 5:01
4. Glow – 6:23
5. In the Gloaming – 5:18
6. The Rise – 4:56
7. When the Sun Explodes – 5:32
8. Dead or Alive – 4:07
9. All Too Soon – 4:04
10. A Summer's Empty Room – 5:05
11. Swaying Pine Trees – 5:34
12. Drifting Star – 5:08
13. Like a Daydream – 5:31
14. Linger – 5:13

Tracce bonus nell'edizione MC
1. Golden Sun – 5:13
2. Shaded Moon – 5:26

## Formazione
- Anders Trentemøller – produzione, missaggio, strumentazione
- Lisbet Fritze – voce, chitarra aggiuntiva (tracce 5 e 9)
- Silas Tinglef – chitarra aggiuntiva (tracce 1, 3 8 e 9), basso (traccia 9), batteria (tracce 6 e 13)
- Bo – mastering

## Classifiche
| Classifica (2022) | Posizione massima |
| ----------------- | ----------------- |
| Belgio (Fiandre)  | 111               |
| Belgio (Vallonia) | 136               |
| Germania          | 69                |
| Svizzera          | 71                |